# Eparchia dei Santi Pietro e Paolo di Melbourne degli Ucraini
L'eparchia dei Santi Pietro e Paolo di Melbourne degli Ucraini (in latino Eparchia Sanctorum Petri et Pauli Melburnensis Ucrainorum) è una sede della Chiesa greco-cattolica ucraina in Australia suffraganea dell'arcidiocesi di Melbourne. Nel 2023 contava 36.600 battezzati. È retta dall'eparca cardinale Mykola Byčok, C.SS.R.

## Territorio
L'eparchia comprende tutti i fedeli della Chiesa greco-cattolica ucraina residenti in Australia e Nuova Zelanda.
Sede eparchiale è la città di Melbourne, dove si trova la cattedrale dei Santi Pietro e Paolo.
Il territorio è suddiviso in 10 parrocchie.

## Storia
L'esarcato apostolico di Australia per i fedeli di rito orientale fu eretto il 10 maggio 1958 con la bolla Singularem huius di papa Pio XII.
In seguito la giurisdizione dell'esarca apostolico fu estesa anche alla Nuova Zelanda e all'Oceania.
Il 24 giugno 1982 con la bolla Christum Iesum di papa Giovanni Paolo II l'esarcato apostolico è stato elevato ad eparchia e ha assunto il nome attuale.

## Cronotassi dei vescovi
Si omettono i periodi di sede vacante non superiori ai 2 anni o non storicamente accertati.
- Ivan Prasko † (10 maggio 1958 - 16 dicembre 1992 ritirato)
- Peter Stasiuk, C.SS.R. † (16 dicembre 1992 - 15 gennaio 2020 ritirato)
- Mykola Byčok, C.SS.R., dal 15 gennaio 2020

## Statistiche
L'eparchia nel 2023 contava 36.600 battezzati.
| anno | popolazione | popolazione | popolazione | presbiteri | presbiteri | presbiteri | presbiteri                | diaconi | religiosi | religiosi | parrocchie |
| anno | battezzati  | totale      | %           | numero     | secolari   | regolari   | battezzati per presbitero | diaconi | uomini    | donne     | parrocchie |
| ---- | ----------- | ----------- | ----------- | ---------- | ---------- | ---------- | ------------------------- | ------- | --------- | --------- | ---------- |
| 1966 | 21.000      | ?           | ?           | 11         | 7          | 4          | 1.909                     |         |           |           | 6          |
| 1970 | 22.500      | 40.000      | 56,3        | 12         | 9          | 3          | 1.875                     | 1       | 3         | 4         |            |
| 1980 | 30.000      | ?           | ?           | 12         | 11         | 1          | 2.500                     |         | 1         | 11        | 7          |
| 1990 | 25.000      | ?           | ?           | 13         | 12         | 1          | 1.923                     | 1       | 1         | 13        | 8          |
| 1999 | 35.400      | ?           | ?           | 24         | 21         | 3          | 1.475                     |         | 3         | 16        | 8          |
| 2000 | 36.450      | ?           | ?           | 25         | 22         | 3          | 1.458                     |         | 3         | 16        | 8          |
| 2001 | 36.550      | ?           | ?           | 25         | 23         | 2          | 1.462                     | 1       | 2         | 16        | 8          |
| 2002 | 35.300      | ?           | ?           | 25         | 23         | 2          | 1.412                     | 3       | 2         | 18        | 9          |
| 2003 | 35.000      | ?           | ?           | 25         | 23         | 2          | 1.400                     | 5       | 2         | 19        | 9          |
| 2004 | 35.050      | ?           | ?           | 25         | 23         | 2          | 1.402                     | 4       | 2         | 21        | 10         |
| 2009 | 32.500      | ?           | ?           | 22         | 21         | 1          | 1.477                     | 3       | 1         | 17        | 10         |
| 2010 | 32.450      | ?           | ?           | 21         | 20         | 1          | 1.545                     | 3       | 1         | 17        | 10         |
| 2014 | 33.100      | ?           | ?           | 24         | 23         | 1          | 1.379                     | 3       | 1         | 12        | 10         |
| 2017 | 34.530      | ?           | ?           | 27         | 26         | 1          | 1.278                     | 4       | 1         | 13        | 11         |
| 2020 | 35.520      | ?           | ?           | 23         | 22         | 1          | 1.544                     | 4       | 1         | 12        | 11         |
| 2022 | 36.540      | ?           | ?           | 20         | 20         |            | 1.827                     | 4       |           | 12        | 11         |
| 2023 | 36.600      | ?           | ?           | 20         | 20         |            | 1.830                     | 5       |           | 10        | 10         |